# سالواتوره اورلیو
سالواتوره اورلیو (انگلیسی: Salvatore Aurelio؛ زادهٔ ۱۵ ژانویهٔ ۱۹۸۶) بازیکن فوتبال اهل ایتالیا است.
از باشگاه‌هایی که در آن بازی کرده‌است می‌توان به باشگاه فوتبال هلاس ورونا، باشگاه فوتبال فروزینونه، باشگاه فوتبال سالرنیتانا، باشگاه فوتبال کروتونه، باشگاه فوتبال چزنا، و باشگاه فوتبال جنوآ اشاره کرد.
وی همچنین در تیم‌های ملی فوتبال زیر ۱۶ سال ایتالیا، زیر ۱۷ سال ایتالیا، و زیر ۲۰ سال ایتالیا بازی کرده‌است.